# Muzamuza Corona
La Muzamuza Corona è una struttura geologica della superficie di Venere.